# Sob o Céu da Bahia
Sob o Céu da Bahia é um filme de aventura brasileiro de 1956 dirigido por Ernst Rechenmacher. Ele participou do Festival de Cannes de 1956.

## Elenco principal
- Sérgio Hingst - Ramiro
- María Moreno - Maria
- Ricardo Campos
- David Conde
- Francisco Santos
- Carlos Torres
- Enoque Torres
- Terry Viana